# Akademicki Kodeks Honorowy
Akademicki Kodeks Honorowy - kodeks honorowy polskich akademików; stosowany przez osoby zrzeszone w korporacjach akademickich. W 1932 roku Związek Polskich Korporacji Akademickich powołał Komisję Kodeksu Honorowego, w 1933 Naczelna Konferencja Akademicka zatwierdziła treść AKH, zaś w 1934 roku oddano kodeks do druku. Autorem kodeksu został Filister Olderman Korporacji Palestra dr Juliusz Sas-Wisłocki. Kodeks ten był w owocem wieloletnich dążeń i prac całego ruchu korporacyjnego mających na celu ujednolicenie zasad postępowania honorowego, którym to zmaganiom ostatecznie wyszedł naprzeciw Sas-Wisłocki. Charakteryzował się wysoką elastycznością, był utrakwistyczny (zaspokajał oczekiwania zwolenników pojedynku tzw. duelantów oraz przeciwników takiego rozstrzygania sporów antyduelantów), przyjmował klauzulę niedopuszczalności pojedynków.